# Guido Thiemeyer

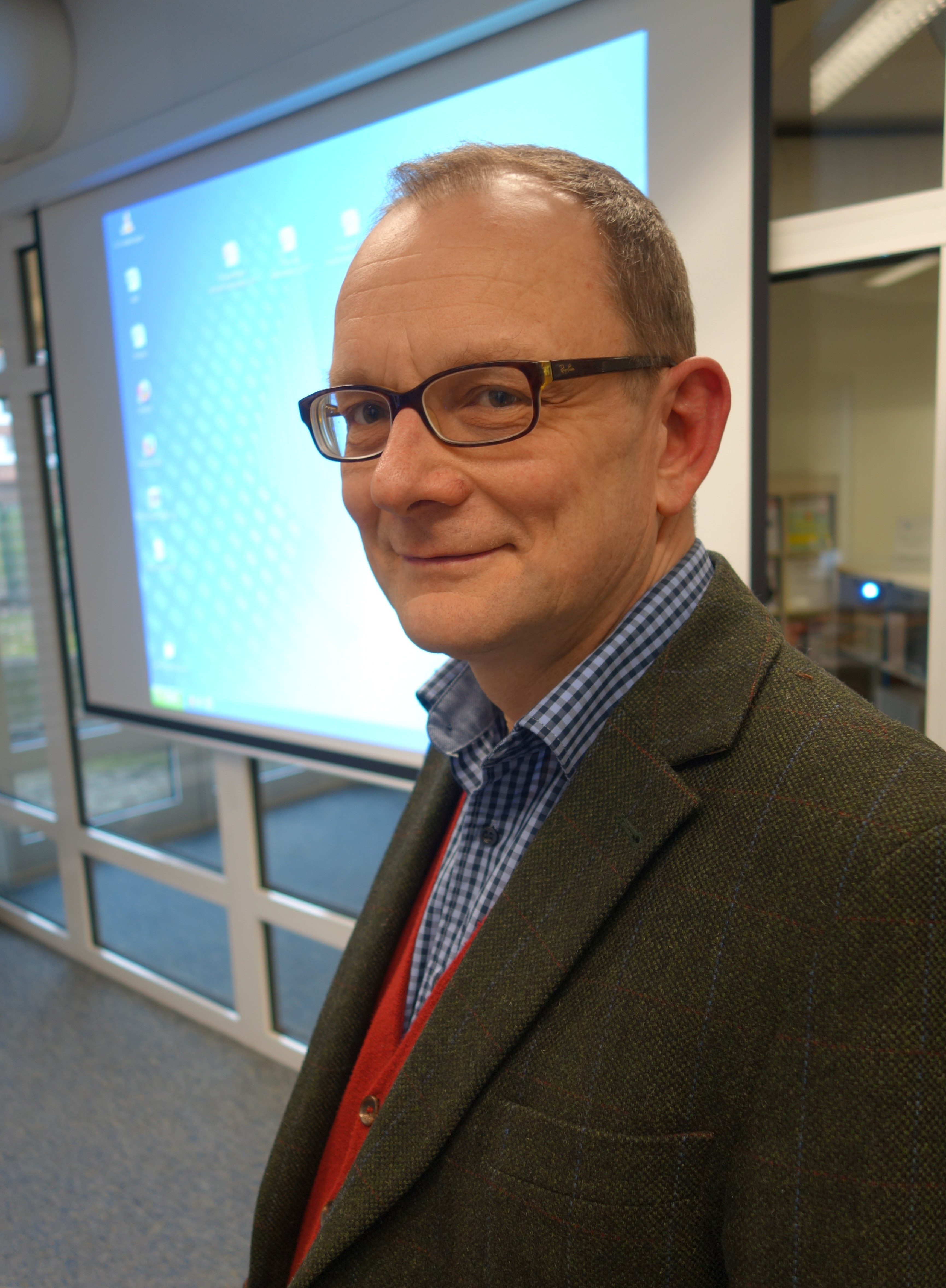
Guido Thiemeyer (2017)

Guido Thiemeyer (* 8. Februar 1967 in Köln) ist ein deutscher Historiker und Professor für Neuere Geschichte an der Heinrich-Heine-Universität Düsseldorf.

## Leben
Guido Thiemeyer studierte Geschichtswissenschaften, Philosophie und Volkswirtschaftslehre an der Universität zu Köln, wo er 1997 mit der Arbeit Vom „Pool Vert“ zur Europäischen Wirtschaftsgemeinschaft. Europäische Integration, Kalter Krieg und die Anfänge der Gemeinsamen Europäischen Agrarpolitik 1950–1957 bei Jost Dülffer promoviert wurde. Er war Stipendiat des Deutschen Historischen Instituts in Paris und des Kulturwissenschaftlichen Institut des Landes Nordrhein-Westfalen in Essen.
Von 1998 bis 2010 war Thiemeyer wissenschaftlicher Assistent und Hochschuldozent am Lehrstuhl für Europawissenschaften an der Universität Kassel. 2004 habilitierte er sich in Kassel mit einer Arbeit über Internationalismus und Diplomatie. Währungspolitische Kooperation im Europäischen Staatensystem 1865–1900. Gastprofessuren und Lehrstuhlvertretungen führten ihn an die Universitäten Innsbruck (Österreich), Metz (Frankreich), Siegen, Heidelberg und Köln. Von 2010 bis 2013 war er Professor für Zeitgeschichte an der Universität Cergy-Pontoise bei Paris. Im Jahr 2013 wurde er an den Lehrstuhl für Neuere Geschichte der Universität Düsseldorf berufen. Seit 2006 ist er Mitglied des Vorstands des Deutsch-Französischen Historikerkomitees, von 2016 bis 2020 war er dessen Präsident.
Sein Hauptforschungsgebiet ist die internationale Geschichte, insbesondere die Geschichte der europäischen Integration.

## Schriften (Auswahl)
- Geschichte der Europäischen Integration. Vandenhoeck & Ruprecht, Göttingen 2023, ISBN 978-3-8252-6039-2.
- Totalitarismus und Kalter Krieg (1920–1970). Kohlhammer, Stuttgart 2019, ISBN 978-3-17-034426-6.
- Die Geschichte der Bundesrepublik Deutschland. Zwischen Westbindung und europäischer Hegemonie. Kohlhammer, Stuttgart 2016, ISBN 978-3-17-023254-9.
- mit Ulrich Lappenküper (Hrsg.): Europäische Einigung im 19. und 20. Jahrhundert. Akteure und Antriebskräfte. Schöningh, Paderborn 2013, ISBN 978-3-506-77770-6.
- Europäische Integration. Motive, Prozesse, Strukturen (= UTB. Band 3297). Böhlau, Köln u. a. 2010, ISBN 978-3-412-20411-2.
- Internationalismus und Diplomatie. Währungspolitische Kooperation im Europäischen Staatensystem 1865 bis 1900 (= Studien zur internationalen Geschichte. Band 19), Oldenbourg, München 2009, ISBN 978-3-486-58431-8 (zugleich: Habilitationsschrift, Universität Kassel, 2004 Inhaltsverzeichnis, Inhalt, Volltext online PDF, lizenzpflichtiges E-Book, ISBN 978-3-486-71380-0).
- Vom „Pool Vert“ zur Europäischen Wirtschaftsgemeinschaft. Europäische Integration, Kalter Krieg und die Anfänge der Gemeinsamen Europäischen Agrarpolitik (= Studien zur internationalen Geschichte. Band 6). Oldenbourg, München 1999, ISBN 3-486-56427-7 (zugleich: Dissertation, Universität Köln, 1997).